# 华北会议
华北会议，是指1970年12月22日起，中国共产党在北京京西宾馆召开的系列政治会议，持续一个月。会议事项主要涉及北京军区改组，地方参会人员则涉及北京、天津、河北三地。后期参会人员扩展至中央军委领导。有研究者认为此次会议是中共九届二中全会的延续。
周恩来主持会议，并代表中共中央在会上作了重要讲话。会议进一步揭发批判了陈伯达的反党罪行，宣布改组北京军区的决定，免去郑维山的北京军区司令员的职务，由谢富治兼任北京军区司令员，纪登奎、吴德兼任政治委员。随后各级党政机关逐步展开批陈整风运动。

## 会议历程
会前的12月19日、20日，郑维山主持召开北京军区党委常委会。20日，北京军区接到中共中央通知，要求军区师以上干部、河北省地（市）委书记以上干部到京西宾馆报道。22日，华北会议在京西宾馆大礼堂召开，参会的449人是解放军高层领导机关、北京军区师以上的领导干部，河北省地（市）委书记以上干部。按当时会议惯例分小、中、大会。小会仅北京军区、北京、天津、河北省革命委员会主要负责人参加，中会扩大到省、地（市）、军以上干部，大会则是全体人员。24日，北京军区召开军区常委会，黄永胜主持，吴法宪、李作鹏、李德生、纪登奎等人参加。25日，召开小会。各小组会议重点是批评郑维山、李雪峰。27日，郑维山、李雪峰在大会上作检查。30日，江青参加会议。
次年，会议继续，郑维山、李雪峰被告知不得离开京西宾馆。1月3日，江青再度抵达京西宾馆。1月6日，周恩来就扩大华北会议范围作出安排。1月9日，召开中央军委座谈会，自9日起，与会的143位军队高层领导参加华北会议。9日至11日军委座谈会上，郑、李二人作检查。
1月24日晚9点，华北会议和中央军委座谈会人员聚集京西宾馆大礼堂，周恩来代表中共中央作总结，讲话持续三个小时。数日后，中共中央下发《周恩来在华北会议上的讲话提纲》。